# Communauté de communes entre Dessoubre et Barbèche
La communauté de communes entre Dessoubre et Barbèche est une ancienne structure intercommunale française, située dans le département du Doubs et la région Bourgogne-Franche-Comté.

## Historique
La communauté de communes est créée en octobre 2002.
Au 1er janvier 2017, neuf des quatorze communes ont fusionné avec la communauté de communes du vallon de Sancey pour former la C.C Sancey-Belleherbe ; ce sont : Belleherbe, Bretonvillers, Chamesey, Charmoille, La Grange, Longevelle-lès-Russey, Péseux, Provenchère, Rosières-sur-Barbèche. Les cinq autres communes (Battenans-Varin, Cours-Saint-Maurice, Rosureux, Vaucluse et Vauclusotte) ont rejoint la Communauté de communes du pays de Maîche.

## Composition
La communauté de communes entre Dessoubre et Barbèche regroupait quatorze communes. Les communes membres sont :
| Nom                   | Code Insee | Gentilé      | Superficie (km2) | Population (dernière pop. légale) | Densité (hab./km2) |
| --------------------- | ---------- | ------------ | ---------------- | --------------------------------- | ------------------ |
| Belleherbe (siège)    | 25051      |              | 16,13            | 598 (2014)                        | 37                 |
| Battenans-Varin       | 25046      |              | 6,38             | 81 (2014)                         | 13                 |
| Bretonvillers         | 25095      |              | 13,66            | 275 (2014)                        | 20                 |
| Chamesey              | 25113      |              | 6,42             | 124 (2014)                        | 19                 |
| Charmoille            | 25125      | Charmoillais | 10,14            | 334 (2014)                        | 33                 |
| Cour-Saint-Maurice    | 25173      | Maurisois    | 4,47             | 164 (2014)                        | 37                 |
| La Grange             | 25290      |              | 6,16             | 91 (2014)                         | 15                 |
| Longevelle-lès-Russey | 25344      |              | 2,56             | 40 (2014)                         | 16                 |
| Péseux                | 25449      |              | 6,63             | 106 (2014)                        | 16                 |
| Provenchère           | 25471      | Pervenchois  | 6,97             | 133 (2014)                        | 19                 |
| Rosières-sur-Barbèche | 25503      |              | 5,31             | 118 (2014)                        | 22                 |
| Rosureux              | 25504      |              | 6,14             | 78 (2014)                         | 13                 |
| Vaucluse              | 25588      | Vauclusiens  | 5,01             | 117 (2014)                        | 23                 |
| Vauclusotte           | 25589      |              | 7,62             | 98 (2014)                         | 13                 |

## Culture
La communauté de communes dispose d'une salle de spectacle, le Foyer de Charmoille, qui sert à la fois de cinéma (labellisé Art et Essai par le CNC) et de théâtre, lieu de répétition de la compagnie Paradoxe(s) (compagnie dirigée par Henri Dalem et Paméla Ravassard).